# Anthony Munday
Anthony Munday (Londra, 1553 – Londra, 1633) è stato un drammaturgo e poeta inglese.

## Biografia
Drammaturgo e libellista inglese, Anthony Munday nacque a Londra nel 1553.
Figlio di un mercante di tessuti, Munday da giovane si avvicinò con poco successo al palcoscenico come attore.
Nel 1578 Munday fu a Roma, nel Collegio Inglese, la casa dal 1570 in poi del clero cattolico esiliato dall'Inghilterra, come agente segreto protestante per controllare i cattolici inglesi, contro i quali scrisse satire non molto tenere, tra le quali La vita romana degli inglesi (The english romayne life, 1582). Fu anche autore di parecchi libelli antipapali.
Tra i protagonisti delle sue satire vi fu Edmund Campion, il sacerdote gesuita inglese, convertito cattolico che fu giustiziato per tradimento nel dicembre 1581. Munday testimoniò contro Campion durante il suo processo e contro un certo numero di altri preti inglesi che Munday aveva incontrato durante la sua permanenza a Roma.
Il suo soggiorno romano si rivelò utile anche per conoscere un buon numero di canovacci della Commedia dell'arte italiana, che in parte lo ispirarono nella sua successiva carriera come autore.
Di Munday è sopravvissuto il testo, in manoscritto, della tragedia Sir Tommaso Moro, apparsa verso il 1596, sulla quale qualche storico della letteratura dubita sulla sua paternità.A Munday si attribuisce la prima stesura della tragedia, alla quale è probabile che abbia collaborato William Shakespeare.
Munday compose numerosi drammi, diciassette opere teatrali, quasi sempre in collaborazione con altri: La rovina di Robert, conte di Huntingdon (The downfall of Robert, earl of Huntingdon, 1589-1599) e La morte di Robert, conte di Huntingdon (The death of Robert, earl of Huntingdon, 1589-1599), che trattano delle avventure di Robin Hood; La vita di John Oldcastle (The life of Sir John Oldcastle) apparve nel 1600, un'opera riguardante il ribelle politico del XV secolo, ma inizialmente venne attribuita a William Shakespeare, in effetti, Oldcastle è visto come il prototipo del Falstaff dell'Enrico IV di Shakespeare.
Munday potrebbe essere l'autore di Fedele e Fortunio (Fedele and Fortunio, 1584 circa), un adattamento di un originale italiano, che fu rappresentato a corte e pubblicato nel 1585.
Munday scrisse versi molto moralistici e realizzò numerose traduzioni di romanzi francesi e spagnoli.
Munday fu soprattutto un capace artigiano del teatro e del mondo dello spettacolo, dotato di un ottimo senso teatrale, al punto da essere definito "best plotter", ossia abile orditore di intrighi scenici.
Munday divenne popolare soprattutto come compositore e organizzatore di pageants, celebrazioni e spettacoli popolari,in collaborazione con Ben Jonson.

## Opere
- Fedele e Fortunio (Fidele and Fortunio o Fedele and Fortuna, circa 1584);
- Sir Tommaso Moro (Sir Thomas More, circa 1591-1593), di Munday, Henry Chettle, Thomas Heywood, William Shakespeare e Thomas Dekker;
- Mother Redcap, di Munday e Michael Drayton (1597);
- La rovina di Robert, conte di Huntingdon (The downfall of Robert, earl of Huntingdon, 1589-1599);
- La morte di Robert, conte di Huntingdon (The death of Robert, earl of Huntingdon, 1589-1599) di Munday e Henry Chettle;
- The Funeral of Richard Cordelion (1598), di Robert Wilson, Henry Chettle, Munday, e Michael Drayton;
- Valentine and Orson (1598), di Richard Hathwaye e Munday;
- Chance Medley (1598), di Robert Wilson, Munday, Michael Drayton e Thomas Dekker;
- Owen Tudor (1599-1600), di Michael Drayton, Richard Hathwaye, Munday e Robert Wilson;
- Fair Constance of Rome (1600), di Munday, Richard Hathwaye, Michael Drayton e Thomas Dekker;
- Fair Constance of Rome, Part II (1600), di Munday, Richard Hathwaye, Michael Drayton e Thomas Dekker;
- The Rising of Cardinal Wolsey (1601), di Munday, Michael Drayton, Henry Chettle e Wentworth Smith;
- Two Harpies (1602), di Thomas Dekker, Michael Drayton, Thomas Middleton, John Webster e Munday;
- The Widow's Charm (1602);
- The Set at Tennis (1602);
- La vita di John Oldcastle (The life of Sir John Oldcastle, 1600), di Munday, Michael Drayton, Robert Wilson e Richard Hathwaye.